# Estudios estratégicos
Los estudios estratégicos tienen como finalidad el estudio del uso, o amenaza de empleo, de la fuerza organizada en las relaciones entre distintos tipos de actores, principalmente Estados.Incluyen por tanto el estudio de las relaciones entre la guerra, la geografía y la política. Se concentran en la potencia militar de los Estados para construir un análisis de las interacciones interestatales y transnacionales.
Constituyen un campo académico multidisciplinario, tradicionalmente estudiado en tesis de posgraduación y considerado como una rama de las relaciones internacionales y de los estudios de seguridad.